# مؤسسة ووردرو ويلسون الوطنية للمنح الدراسية
مؤسسة ووردرو ويلسون الوطنية للمنح الدراسية هي مؤسسة غير ربحية عاملة نسخة محفوظة 11 مايو 2013 على موقع واي باك مشين. خاصة يقع مقرها في برنستون بولاية نيو جيرسي. وتقدم هذه المؤسسة برامج تدعم تطوير القيادة وتنمية القدرات التنظيمية في التعليم. وبرنامجها المستمر حاليًا هو برنامج ووردرو ويلسون لمنح التدريس. كما تستمر المؤسسة أيضًا في دعم عدد من البرامج الأخرى.

## معلومات تاريخية

### السنوات الأولى (1945–1957)
قام د.ويتني «مايك» أوتس، وهو أستاذ الدراسات القديمة في جامعة برنستون، بإنشاء أول برنامج ووردرو ويلسون للمنح الدراسية، وقد كان د.أوتس قد أدى الخدمة العسكرية في قوات المُشاة البحرية أثناء الحرب العالمية الثانية. وفي أثناء جولته في الخدمة العسكرية، أدرك الأستاذ أوتس أن العديد من أكثر طلابه الجامعيين نبوغًا الذين يؤدون الخدمة العسكرية في القوات المسلحة لن يستكملوا دراستهم للحصول على درجة الدكتوراه ولن يعملوا في مجال التدريس في الجامعة بعدما تنتهي الحرب. وبينما تمت صياغة قانون مزايا المحاربين القدامى (G.I. Bill)، بات واضحًا أن نسبة الالتحاق بالجامعات ستزيد وأن رتب مدرسي الجامعة المؤهلين يجب أن تنمو.
قام أوتس والعميد سير هاف تايلور المتخرج من جامعة برنستون بوضع برنامج للمنح الدراسية يموله بعض المتبرعين الأفراد بهدف المساعدة في إلحاق المحاربين القدامى ببرامج الحصول على درجة الدكتوراه في العلوم الإنسانية في جامعة برنستون. وفي عام 1945، تم دمج تلك المنح الدراسية في برنامج واحد وتمت تسميته نسبة إلى ووردرو ويلسون بطل التدريس والدراسات العليا أثناء فترة توليه منصب رئيس جامعة برنستون. وكان برنامج ووردرو ويلسون للمنح الدراسية يقدم التمويل الكامل لدراسات الدكتوراه، شريطة أن يخطط المستفيدون من البرنامج للحصول على وظيفة التدريس في الجامعة.
بدأت الجامعات الأخرى والممولون الوطنيون يدركون أهمية توظيف أساتذة الجامعة المستقلبيين. وفي عام 1947 قدمت مؤسسة كارنيغي في نيويورك 100 ألف دولار أمريكي لتوسعة نطاق البرنامج ليضم جامعات مختارة في أنحاء البلاد. وتم بالتدريج توسعة البرنامج ليشمل أهل الجدارة من غير المحاربين القدامى ومجالات غير الدراسات الإنسانية. وفي عام 1951 تم وضع برنامج المنح الدراسية تحت إدارة اتحاد كليات الدراسات العليا (Association of Graduate Schools). وفي العام نفسه، حصلت أول امرأة على منحة برنامج ووردرو ويسلون للمنح الدراسية.
في عام 1953 روبرت إف جوهين، الذي كان من أول أربعة حصلوا على منح ووردرو الدارسية عام 1945، أصبح المدير الوطني لبرنامج ووردرو ويلسون الوطني للمنح الدراسية، وقام بتوسيع نطاق البرنامج ليقدم 200 منحة دراسية على مستوى البلاد. وعلى مدار السنوات العديدة التالية، قام ممولون آخرون أيضًا بدعم البرنامج، وكان من بينهم مؤسسة روكفيلر.

### برنامج ووردرو ويسلون للمنح الوطنية الدراسية (1957–1974)
في عام 1957, قدمت مؤسسة فورد منحة قيمتها 24.5 مليون دولار أمريكي لمدة خمس سنوات بهدف دعم ما يقرب من 1000 منحة دراسية سنويًا من برنامج ووردرو ويلسون، وفي العام نفسه تم إعلان مؤسسة ووردرو ويلسون الوطنية للمنح الدراسية كمؤسسة مستقلة. وأصبحت المنح الدراسية تقدم في العديد من الفنون والعلوم. وبصورة عامة، حصلت المؤسسة على مدار العقد التالي على 52 مليون دولار أمريكي من مؤسسة فورد - من بينها منحتا تجديد عام 1962 و1966 - بهدف تقديم الجوائز للحاصلين على المنح وتقديم دعم إضافي إلى كليات الدراسات العليا التي تستضيف هؤلاء الدارسين.
على مدار تلك السنوات، كانت السمة المميزة لبرنامج ووردرو ويلسون للمنح الدراسية هو عملية المقابلة الصارمة. يقوم الأساتذة بتسمية أو ترشيح الشخصيات الواعدة، ثم تقوم المؤسسة بتقييم طلبات التقدم، ويتم اختبار المرشحين النهائيين من خلال لجان إقليمية في فروع الحرم الجامعي في مختلف أنحاء البلاد. وفي عام 1960 أعلنت مجلة تايم أن «برنامج ووردرو ويلسون للمنح الدراسية» سرعان ما أصبح الصورة المحلية من برنامج رودز للمنح الدراسية (Rhodes Scholarship).”
تنص سياسات المؤسسة على أن المرشحين لا يمكنهم الحصول على منحة ووردرو ويلسون الدراسية إلى جانب منح دراسية أخرى مشابهة للحصول على درجة الدكتوراه. فبعض المرشحين الذين كانوا ينجحون في اجتياز اللقاءات الصارمة، كانوا يرفضون منح ووردرو ويلسون الدراسية للحصول على منح برنامج رودز للمنح الدراسية ومؤسسة العلوم الوطنية وغيرها من المنح. فهؤلاء المرشحون كانوا يسمح لهم بالحصول على الزمالة الشرفية لمؤسسة ووردرو ويلسون.
بالإضافة إلى برنامج المنح الكاملة لووردرو ويلسون، كانت تُقدم العديد من المنح التكميلية أثناء الستينيات وبداية السبعينيات من القرن العشرين. وشمل ذلك برنامج «منح ووردرو ويلسون الدراسية للرسائل العلمية»، المقدم لإكمال المنحة الأصلية بالنسبة للحاصلين على الزمالة الذين يحتاجون لدعم رسالتهم العلمية؛ وبرنامج الزمالة الإدارية والتدريس، والموضوع بهدف ضم طلاب الدراسات العليا والإداريين الشباب إلى جامعات وكليات الأمريكيين الأفارقة وبرنامج مارتن لوثر كنيج للمنح الدراسية، والتي تهدف خصيصًا إلى خدمة المحاربين القدامي في القوات المسلحة من الأمريكيين الأفارقة. وأصبح الجمع بين المنح الدراسية الأساسية والبرامج التكميلية، لتحقيق إمكانية الاستفادة من النظام التعليمي الوطني وتعزيز قدراته، هو نمط أنشطة مؤسسة ووردرو ويلسون فيما بعد.
مع بداية السبعينيات من القرن العشرين، تناقص التمويل الكامل من المنح الدراسية لمؤسسة ووردرو ويلسون، وعلى مدار السنوات الختامية التالية للبرنامج، خفضت المؤسسة كلاً من عدد وقيمة المنح. وبمرور الوقت انتهى برنامج منح ووردرو ويلسون الدراسية الأصلي بعد أن استفاد منه ما يقرب من 18 ألف طالب. وتابع أبناء مؤسسة ووردرو ويلسون طريقه وحصل 13 منهم على جائزة نوبل وحصل 35 على منحة نبوغ من ماك آرثر،" وحصل 11 على جائزة بوليتزر، وحصل 21 على قلادات رئاسية و العديد من الجوائز الأخرى.

### منح دراسية أخرى للتعليم العالي في ووردرو ويلسون (من 1974 حتى الآن)
في الوقت الذي انتهى فيه برنامج المنح الدراسية الأصلي واسع النطاق، لا زالت المؤسسة تسعى لتوفير فرص التعليم العالي لمجموعات محددة من الطلاب. فعقب مجموعة سابقة من المنح الدراسية التكميلية التي قدمت في وقت سابق في المؤسسة، فإن منح ووردرو ويلسون الدراسية للرسائل العلمية لدراسات المرأة, الذي أنشئ عام 1974, لم يدعم فقط زيادة المنح الدراسية للمرأة في مجالات العلوم الإنسانية والاجتماعية، ولكنه كان يعمل أيضًا على تقديم الدعم بصورة أساسية للباحثات من النساء اللواتي يعملن على الحصول على درجة الدكتوراه في تلك المجالات في الوقت الذي كان عدد السيدات اللواتي حصلن على درجة الدكتوراه صغيرًا جدًا.
على مدار العقد الثامن والتاسع من القرن العشرين، استمرت مؤسسة ووردرو ويلسون في تشجيع العمل في المجالات الأكاديمية الهدف. فلا زال برنامج تشارلوت دبليو نيوكومب للمنح الدراسية لدرجة الدكتوراه, الذي تموله مؤسسة تشارلوت دبليو نيوكومب, يقدم الدعم لإكمال دراسة الدكتوراه في القيم الأخلاقية والدينية في أي مجال من الدراسات الإنسانية أو العلوم الاجتماعية. ومن بين برامج ووردرو ويلسون الأخرى التي أنشئت أثناء هذين العقدين لتقوية مجالات أكاديمية معينة برنامج منح أندرو دبليو ميلون في العلوم الإنسانية (1982–2006) وبرنامج منح سبنسر للرسائل العلمية في مجال التعليم (1987–1992).
وفي أثناء الفترة نفسها، قامت المؤسسة أيضًا بإنشاء برامج منح دراسية في التعليم العالي لتشجيع الإعداد في المجالات الخاصة التي تحتاجها البلاد بصورة كبيرة مثل صحة المرأة و السياسات العامة والعلاقات الدولية. واستمر حتى اليوم برنامج منح بيكرنج الدراسية للشؤون الخارجية، والذي سمي بهذا الاسم نسبةً إلى السفير الأمريكي ثوماس أر بيكرنج، الذي يدعم تأهيل طلاب الدراسات العليا وطلاب الجامعات في إدارة الخدمات الخارجية الأمريكية. وفي مقابل الدعم المادي الكبير الذي يحصلون عليه في برامجهم الدارسية الجامعية أو الدراسات العليا، يلتزم زملاء مؤسسة بيكرنج بالعمل على الأقل لمدة ثلاث سنوات في إدارة الخدمات الخارجية الأمريكية. ومنذ بدء البرنامج، قدمت منح بيكرنج الدراسية الدعم لما يزيد عن 450 طالبًا، حصل معظمهم على مناصب مميزة في إدارة الخدمات الخارجية الأمريكية.
من وقت لآخر كان برنامج ووردرو ويلسون للمنح الدراسية يقدم أيضًا الدعم للأفراد في مراحل معينة من مسارهم الوظيفي في التعليم العالي، مثل منح ميسيلين ماكنتوش الدراسية لأعضاء هيئة التدريس الدائمين الجدد وكذلك منح ووردرو ويلسون الدراسية لأبحاث ما بعد الدكتوراه في العلوم الإنسانية.

## وصلات خارجية
- The Woodrow Wilson National Fellowship Foundation نسخة محفوظة 6 يوليو 2016 على موقع واي باك مشين.
- The Woodrow Wilson Teaching Fellowship
- The Woodrow Wilson National Fellowship Archives

‌